# Words, Sounds, Colors and Shapes
Words, Sounds, Colors and Shapes è un album a nome di Donald Byrd and 125th Street, N.Y.C., pubblicato dalla Elektra Records nel 1982. Il disco fu registrato al Master Sound Studio di Atlanta, Georgia (Stati Uniti) nel 1982.

## Tracce
Lato A
1. Sexy Dancer – 5:00 (Donald Byrd, Isaac Hayes)
2. Midnight – 5:06 (Donald Byrd, Isaac Hayes)
3. So Much in Love – 3:58 (Donald Byrd, Isaac Hayes, Ronnie Garrett)
4. High Energy – 5:44 (William Duckett, Donald Byrd, Isaac Hayes, Ronnie Garrett)

Lato B
1. Star Trippin' – 5:20 (Isaac Hayes)
2. I'm Coming Home – 4:20 (Isaac Hayes, Sam Hamlin)
3. Forbidden Love – 5:17 (Albert Crawford Jr., Isaac Hayes)
4. Everyday – 3:08 (Albert Crawford Jr., Donald Byrd, Eric Hines, Myra Walker, Ronnie Garrett, William Duckett, Isaac Hayes)

## Musicisti
- Donald Byrd - tromba
- Isaac Hayes - pianoforte acustico, pianoforte elettrico (fender rhodes), vibrafono, percussioni, sintetizzatore, campane (da concerto), produttore
- Isaac Hayes - arrangiamenti (parte ritmica e parti vocali)
- Albert Chip Crawford Jr. - pianoforte acustico, pianoforte elettrico (fender rhodes), clavinet
- William Country Duckett - chitarra elettrica
- Ronnie Garrett - basso elettrico
- Eric Hines - batteria
- Glenn Davis - percussioni
- Diane Davis - accompagnamento vocale
- Diane Evans - accompagnamento vocale
- Myra Walker - accompagnamento vocale (brano: B2)
- Pat Lewis - accompagnamento vocale
- Rose Williams - accompagnamento vocale
- Bill Purse - arrangiamenti strumenti a fiato
- Hot Buttered Soul Unlimited (gruppo vocale)[1]